# José María Gran Cirera
José María Gran Cirera (ur. 27 kwietnia 1945 w Barcelonie, zm. 4 czerwca 1980 w Xeixojbitz, departament Quiché) – hiszpański duchowny katolicki posługujący w Gwatemali, misjonarz, członek zakonu Misjonarzy Najświętszego Serca Jezusowego, męczennik, ofiara wojny domowej w Gwatemali, błogosławiony Kościoła katolickiego.

## Życiorys
Urodził się w 1945 roku w Barcelonie. W 1966 roku wstąpił do zakonu Misjonarzy Najświętszego Serca Jezusowego. 8 września 1969 złożył śluby zakonne, natomiast 9 czerwca w Valladolid przyjął święcenia kapłańskie. W 1975 roku wyjechał na misję do Gwatemali. W 1978 roku został proboszczem parafii w Chajul. 4 czerwca 1980 roku w czasie wojny domowej w Gwatemali został aresztowany i zastrzelony przez szwadrony śmierci. 23 stycznia 2020 papież Franciszek podpisał dekret o jego męczeństwie. 23 stycznia 2020 papież Franciszek podpisał dekret o męczeństwie jego i 9 towarzyszy, co otworzyło drogę do ich beatyfikacji, która odbyła się 23 kwietnia 2021 roku.

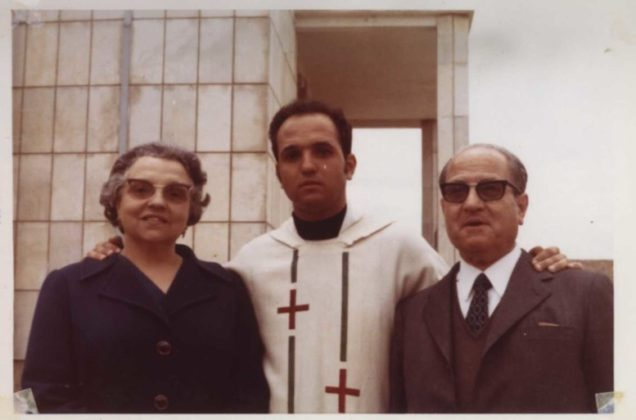
José María Gran Cirera z rodzicami